# Gâscă cu degetele despicate
Gâsca cu degetele despicate (Anseranas semipalmata) este o gâscă răspândită în sudul insulei Noua Guinee și în nordul Australiei, fiind aproape lipsită de palmatură între degete, datorită vieții terestre la care s-a adaptat. Penajul este alb, cu capul, gâtul și aripile negre. Masculi au o lungime de 75-90 cm, o greutate de 1,8-3,2 kg și o anvergură a aripii de 130-180 cm; femelă are 70-80 cm în lungime, cântărește 1,4-2,8  kg și o anvergură a aripii de 125-165 cm.

## Taxonomie
Specia a fost descrisă pentru prima dată în 1798 de ornitologul englez John Latham, numind-o Anas semipalmata. Latham a identificat râul Hawkesbury, în New South Wales, Australia, ca locație tipică pentru holotip. Este singurul reprezentant al genului Anseranas descris în 1828 de naturalistul și colecționarul francez René Lesson. Nu se disting subspecii.

## Caracteristici

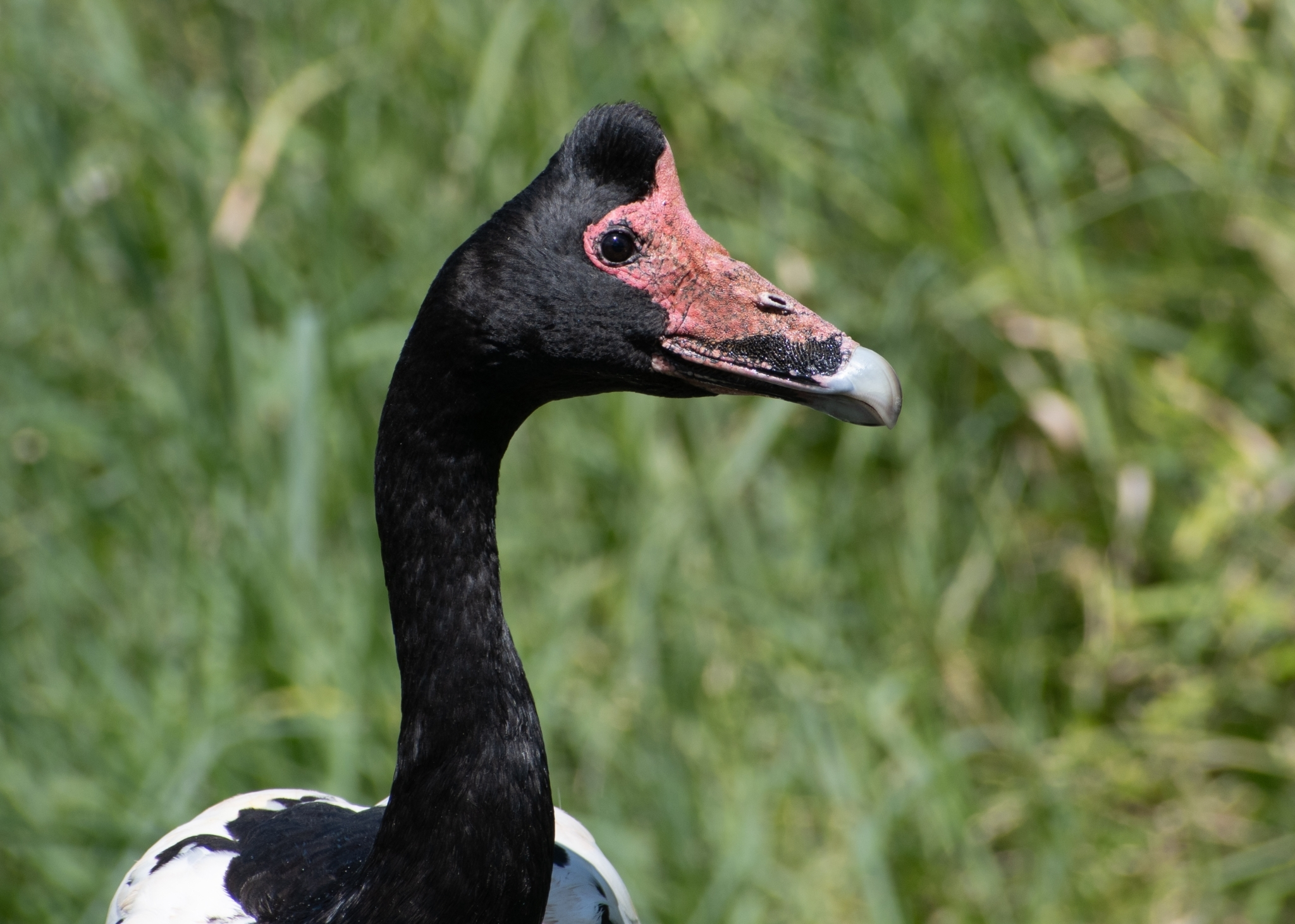
Mascul cu excrescență vizibilă

Gâștele formează grupuri familiale alcătuite, de obicei, dintr-un mascul dominant și o femelă dominantă, precum și masculi și/sau femele subordonate și puii din sezonul de reproducere anterior. De regulă, mai multe păsări decât cele parentale sunt implicate în construirea cuibului, clocirea și creșterea puilor (asistență la reproducere). Toate gâștele adulte dintr-un grup familial sunt implicate atât în reproducere, cât și în creștere. Cu toate acestea, masculul dominant contribuie cel mai mult la construirea cuibului. Trio-urile formate dintr-un mascul și două femele sunt cele mai frecvente. Relația de pereche dintre păsările dominante continuă până când una dintre ele moare. Locul este de obicei luat foarte repede de o altă gâscă. Femelele se împerechează de obicei la vârsta de doi ani, în timp ce masculii se împerechează doar la vârsta de trei-patru ani. Cea mai mare colonie de gâște cu degete despicate observată până în prezent a acoperit o suprafață de 46 de kilometri pătrați.
Sezonul de reproducere începe în februarie și durează de obicei până în iunie. Femelele depun până la 8 ouă albe fiecare în cuibul situat în teren inaccesibil, care poate fi și în vârful copacilor, astfel încât întregul cuib poate conține ocazional 16 ouă. Depunerea ouălor nu este sincronizată în cadrul unei colonii de reproducere. Perioada de clocire este de 28 până la 31 de zile. Puii ieșiți din ou părăsesc cuibul în primele 24 de ore. Ei sunt păziți de membrii grupului familial în timpul zilei. Toate păsările adulte dintr-un grup familial sunt implicate în hrănirea puilor. Hrănirea păsărilor tinere, un comportament relativ neobișnuit pentru gâște, durează primele patru luni. Adulții care se hrănesc aruncă semințe din cioc, pe care puii le prind.

## Galerie

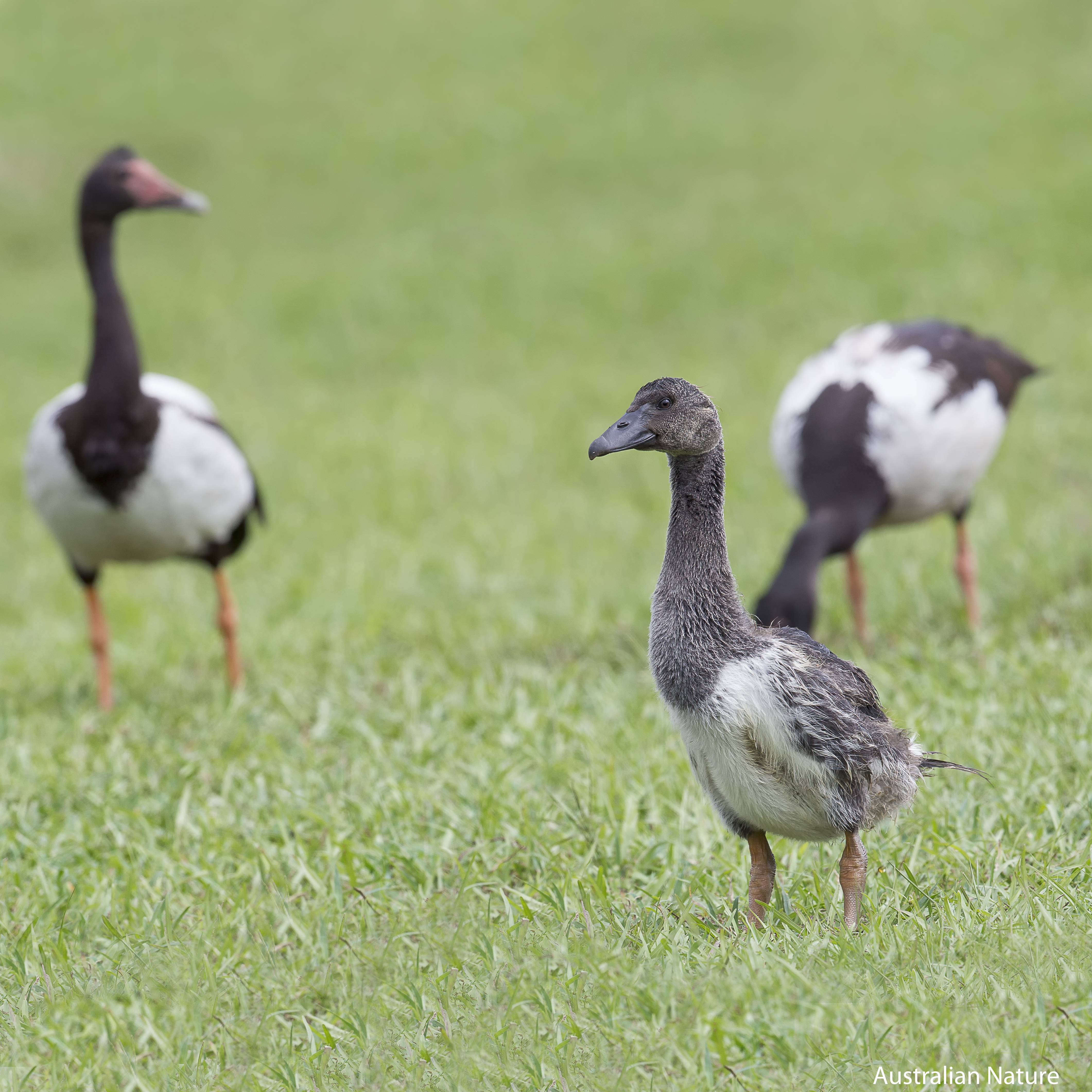
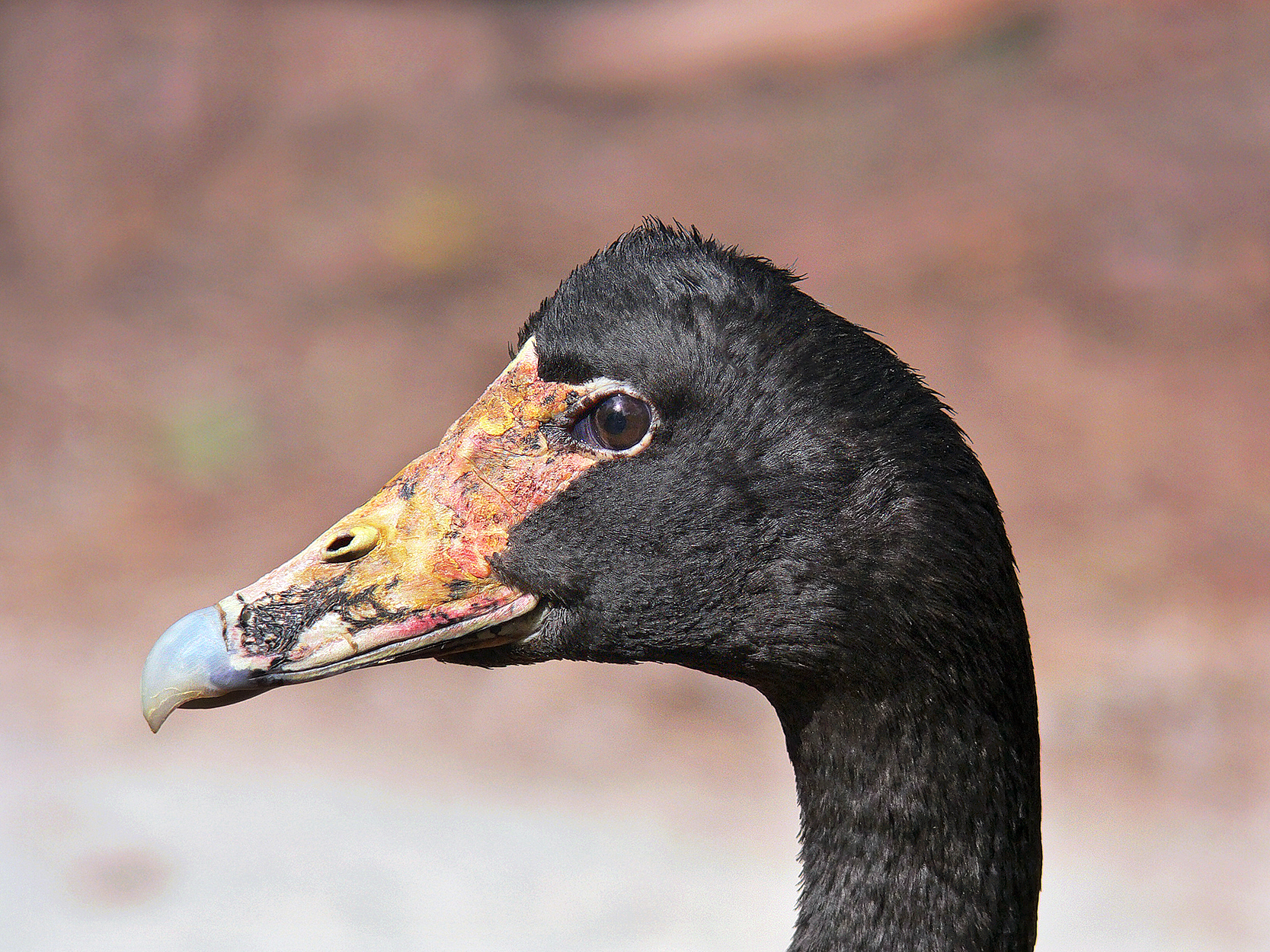
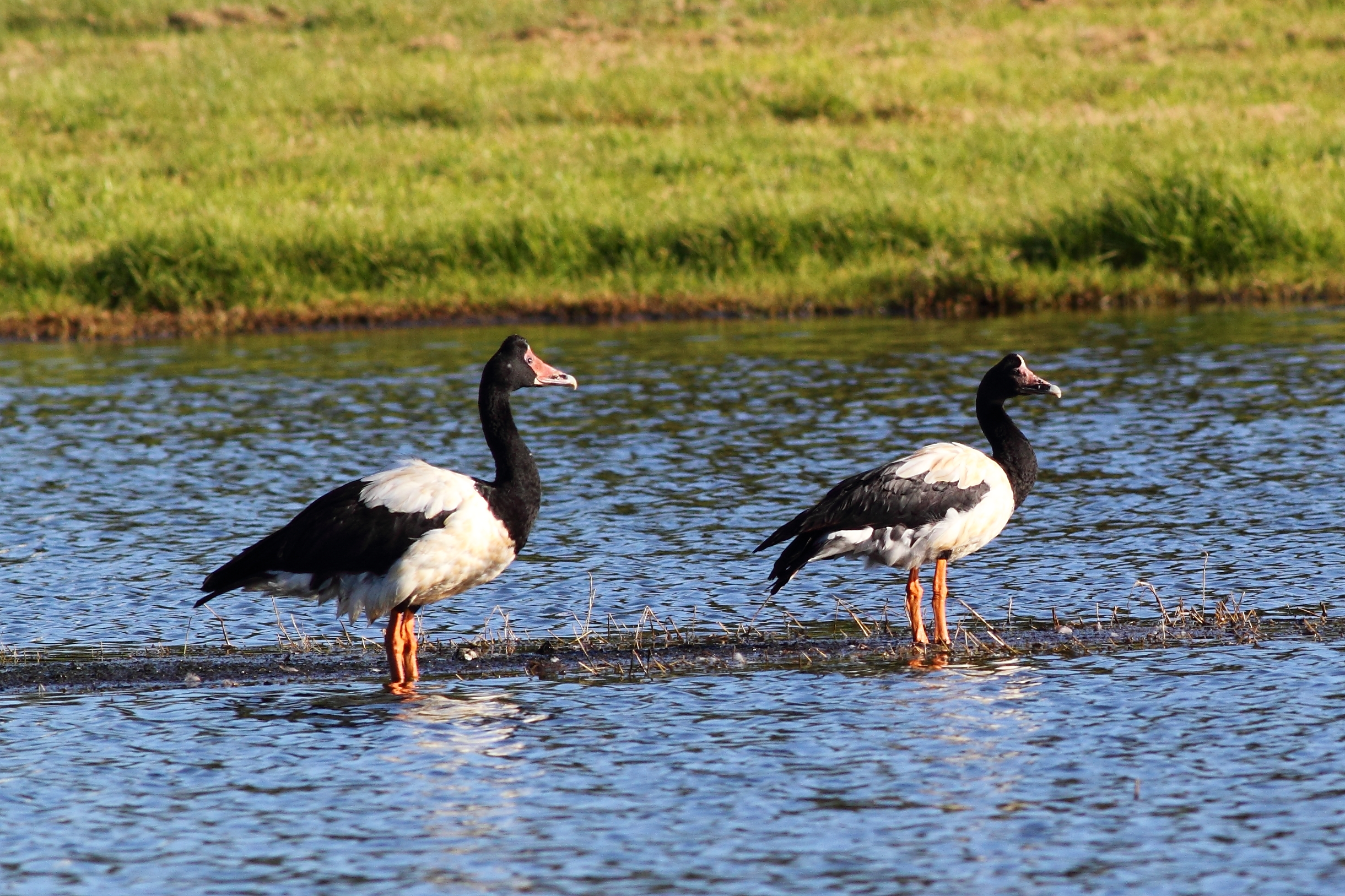
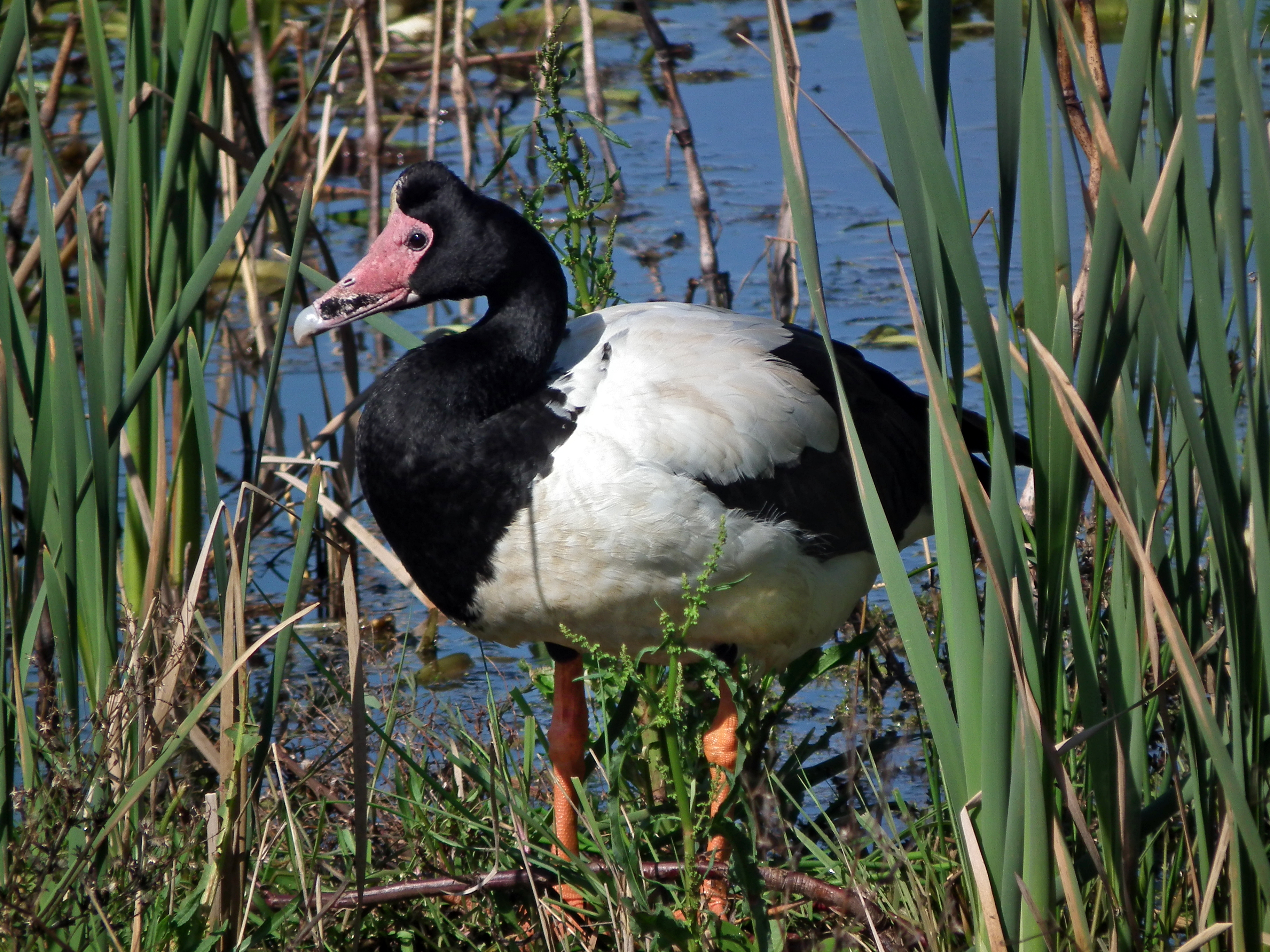
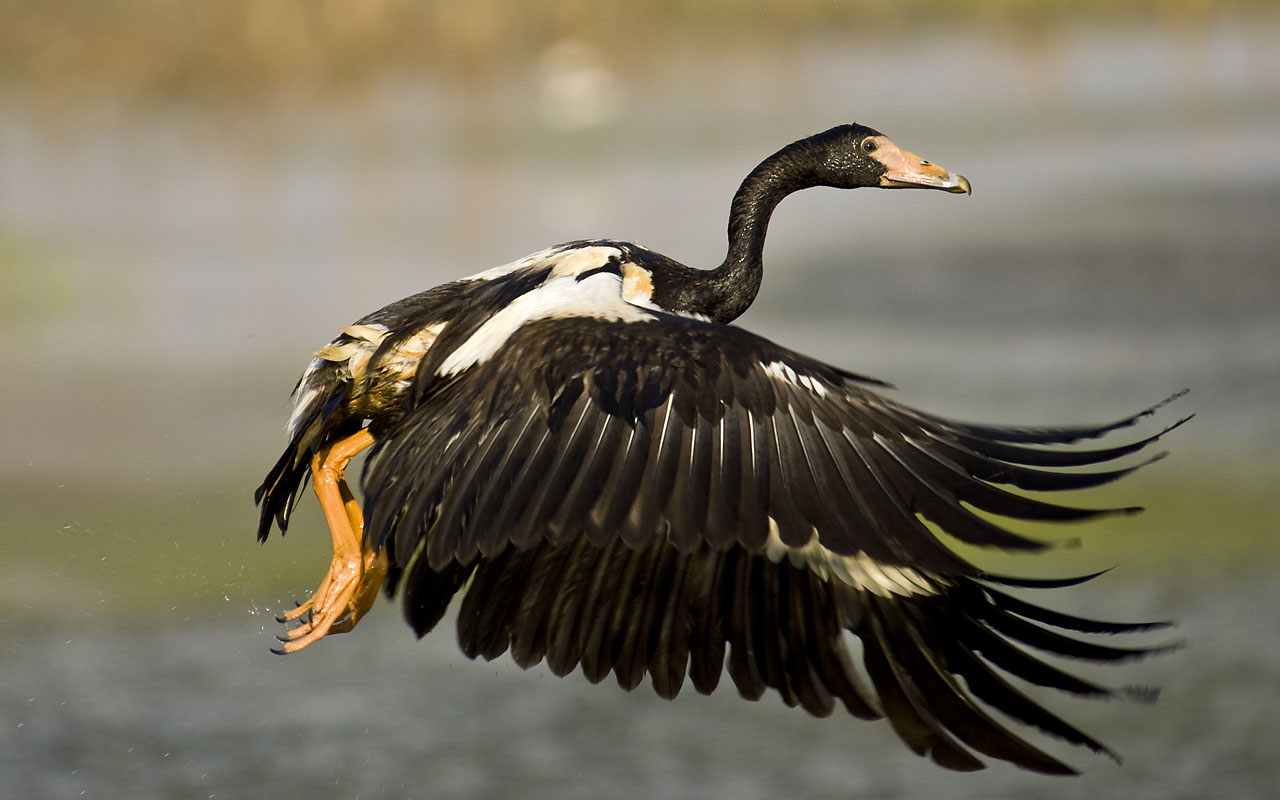
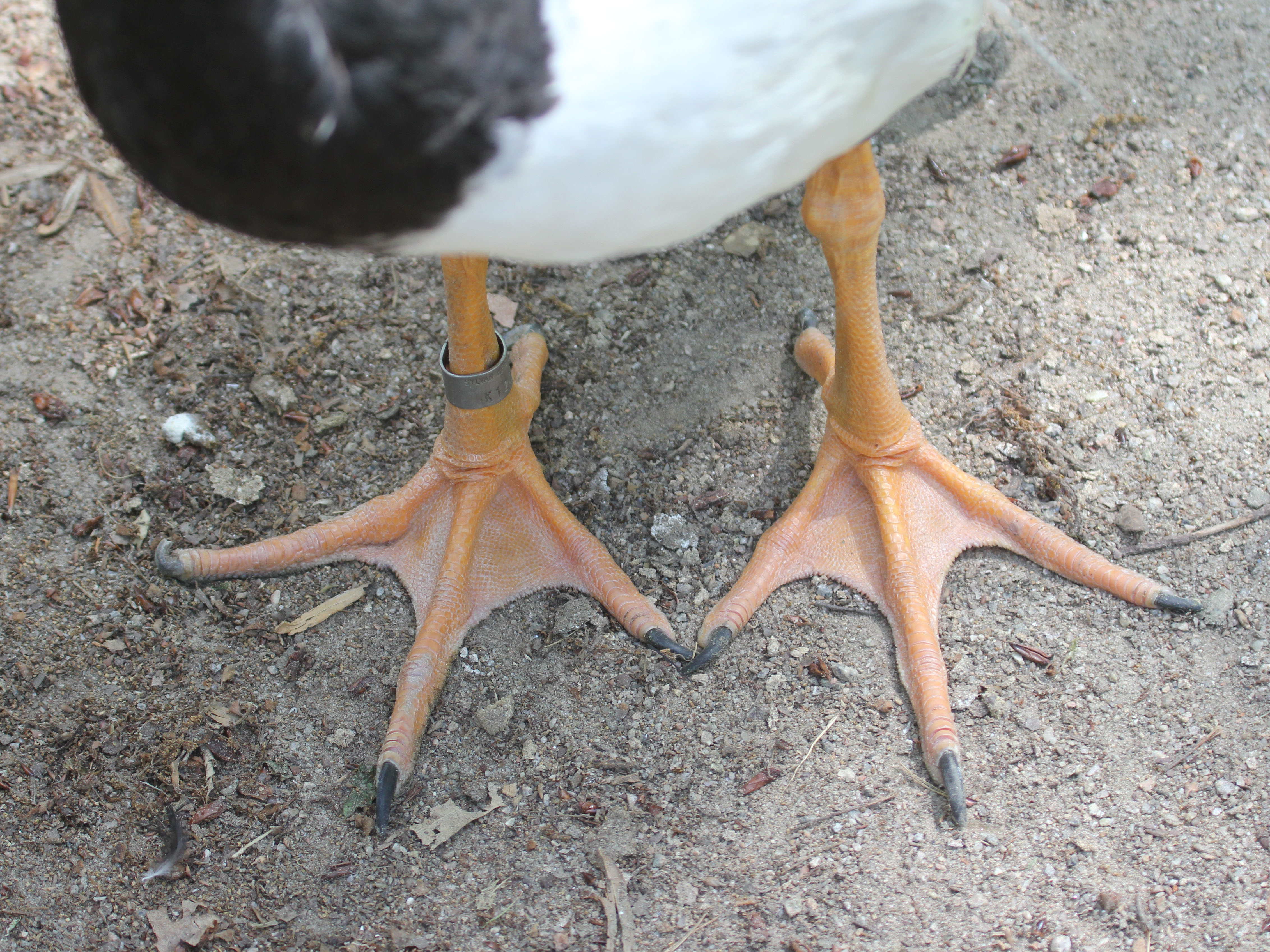
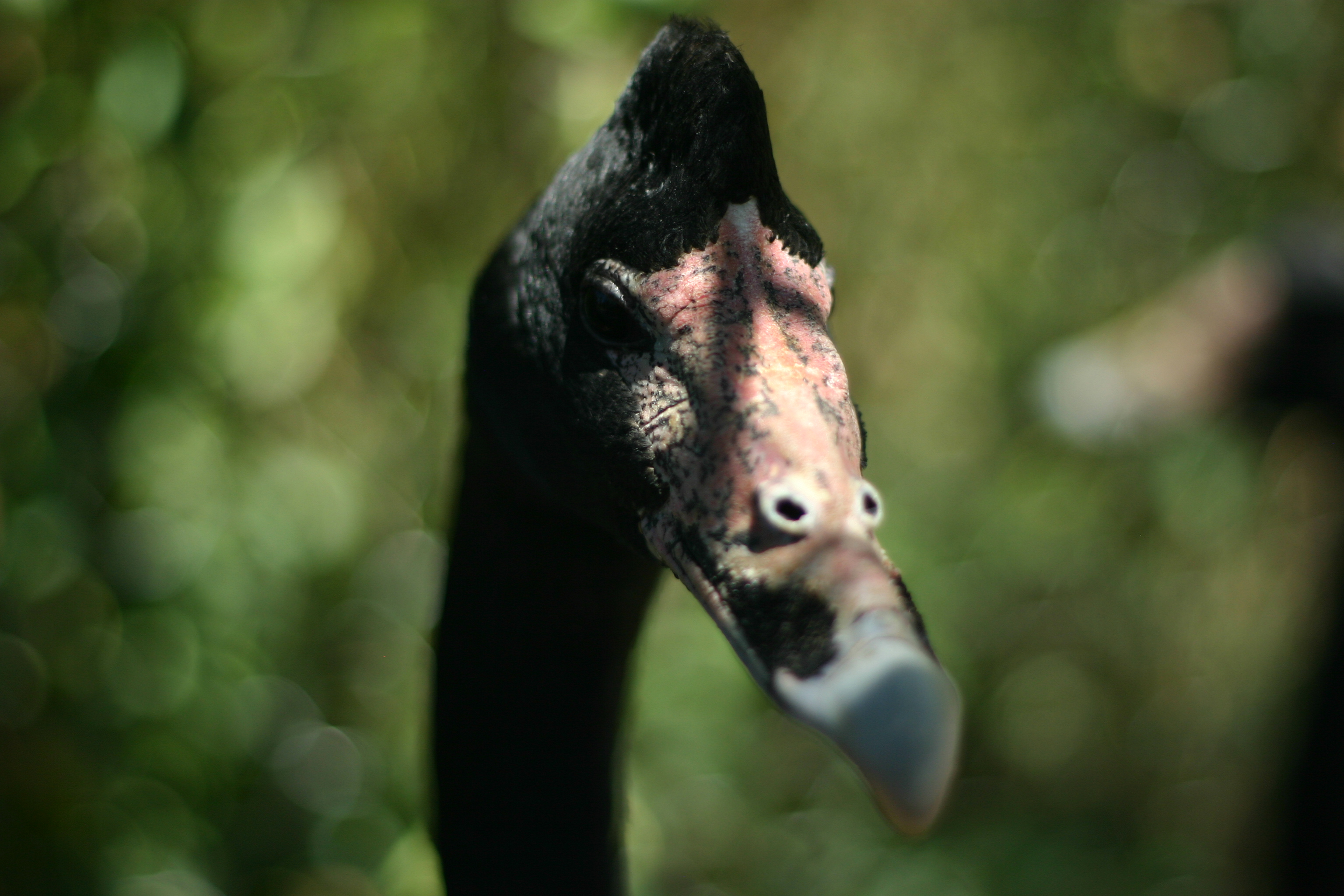